# 자연주의 (문학)
자연주의(自然主義)는 낭만주의에 반대하는 문학사조이다. 영화에서 그렇듯이, 산문의 특정한 형태가 없는 질(質)과 유연성에도 불구하고 문학에서 자연주의는 일반적인 형식이다. 영화가 보여주는 구체적인 시각 이미지와는 반대로, 산문의 경우는 무수히 많은 다른 형태를 허용하고 있다. 이런 맥락에서 자연주의는 사실주의(realism)의 파생물이며, 19세기 프랑스와 그밖에 다른 지역에서 두드러진 문학 운동이다.

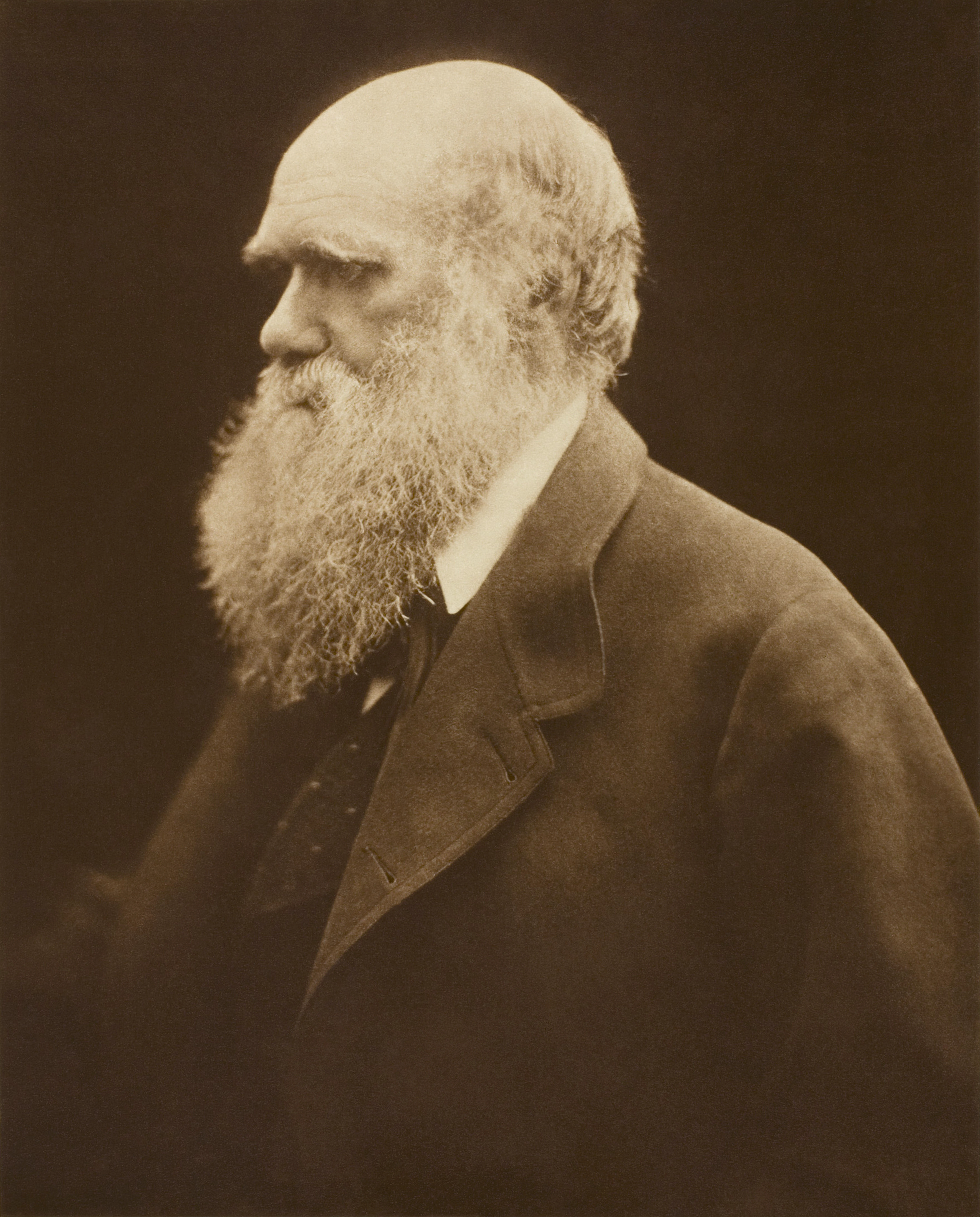
찰스 다윈

자연주의적인 작가들은 찰스 다윈의 진화론에 영향을 받았다. 그들은 한 인간의 성격을 유전과 사회적 환경이 결정한다고 믿었다. 사실주의가 주체를 정말 있는 그대로 죽이는 일만을 추구하는 반면에, 자연주의는 사실적인 묘사뿐만 아니라 주체의 행동에 영향을 주는, 환경이나 유전 같은 밑에 숨은 힘들을 ‘과학적으로’ 결정하려고 시도한다. 자연주의와 사실주의는 모두, 주체가 고도로 상징적이고 이상적이며 심지어 초자연적이기까지 한 취급에 영향을 받는다는 낭만주의에 반대한다. 자연주의적인 작품들은 자주 거칠고 욕망에 가득한 주체의 문제를 담고 있다. 예를 들어, 에밀 졸라는 그의 작품에 마음에 스며드는 비관주의와 함께, 성적 욕망에 솔직함을 드러낸다. 자연주의적인 작품들은 도덕적 타락을 비롯하여 배신, 질병, 편견, 인종 차별, 빈곤 같은 인생의 어두운 잔혹성을 드러냈다. 그들은 대개 비관주의적이었고 자주 지나친 우둔함을 비판했다.

### 자연주의와 사실주의
자연주의와 사실주의는 명확히 구분되지 않는다. 이를테면 자연주의의 대표적 작가로 꼽히는 졸라가 이론상으로는 자연주의이지만 작품의 성과 측면에서는 사실주의라는 해석이 있기도 하고, 플로베르는 사실주의 작가로 분류되기도 하면서 자연주의의 선도자로 평가되기도 한다.
그렇지만 두 사조가 완전히 흡사한 것은 아니어서 아우어바흐(Berthold Auerbach)가 스탕달과 발자크의 사실주의를 언급하면서 플로베르의 사실주의와 완전히 대조되는 경향이라고 한 데서 드러나듯이 사실주의 안에서 일정한 구분의 필요성이 있는 문학적 경향으로서 자연주의가 사용되었다.
즉, 자연주의는 사실주의의 일부로 간주된다. 자연주의는 사실주의의 틀 안에서 유전적·환경적 영향을 강조하는 사조라고 이해하면 구분이 쉽다. 대부분 이 둘을 혼용하거나 오해하기가 쉽다.

### 19세기 프랑스

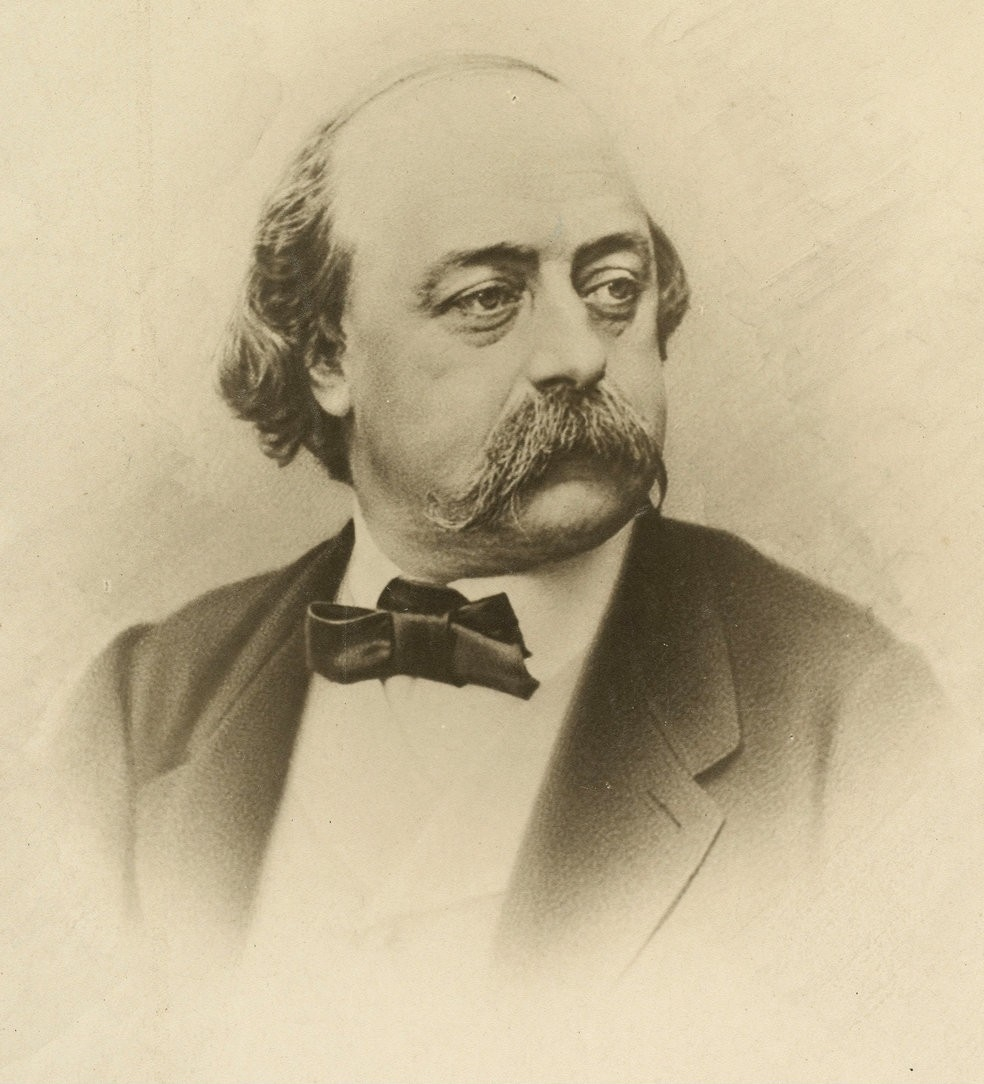
귀스타브 플로베르

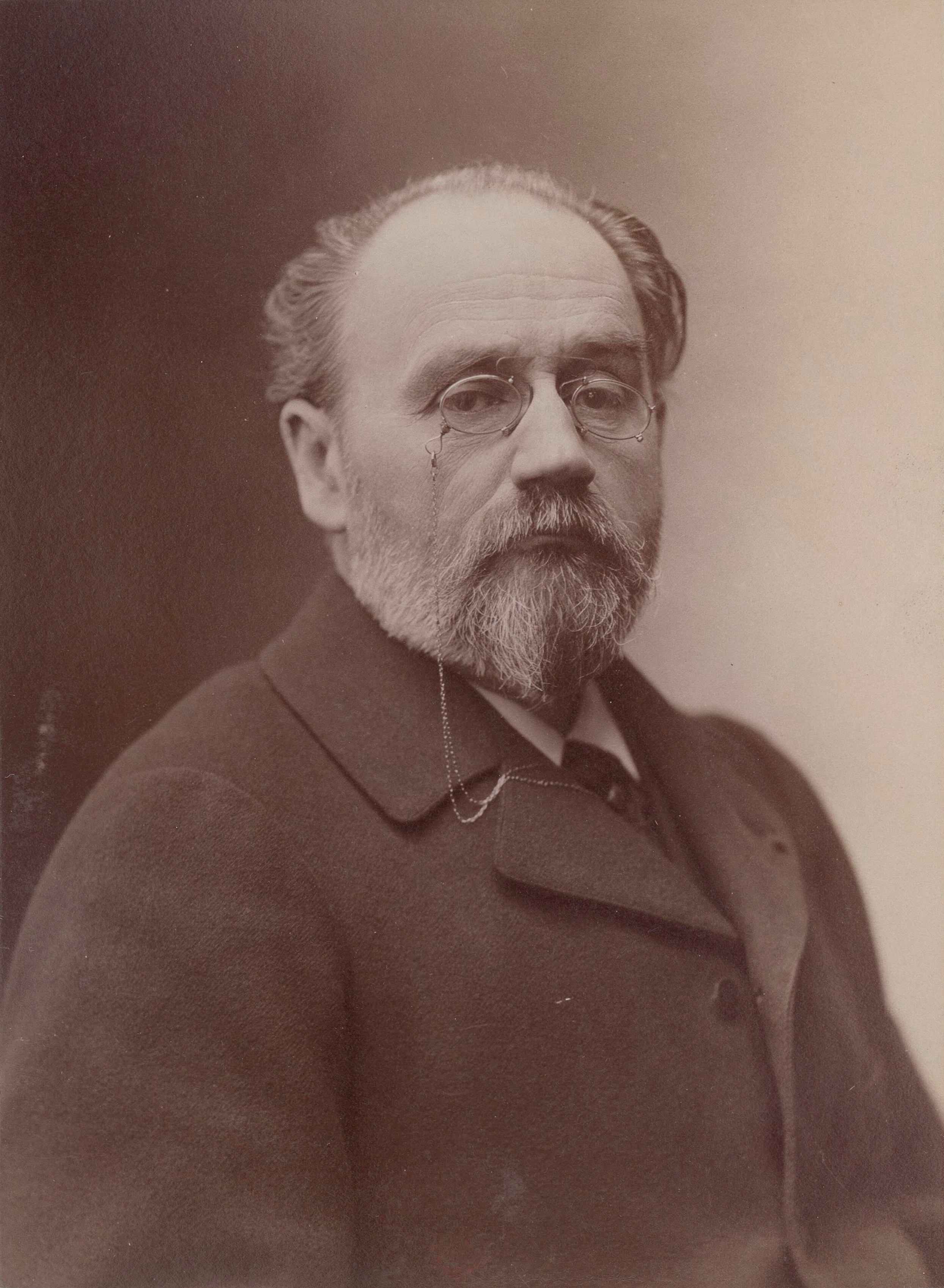
에밀 졸라

1860년대부터 비평가가 문학을 논할 때 ‘자연주의’를 말하는 경우가 늘어났다. 그 표현은 사실 정확하지 못했고, 주제를 노동자 계층의 사람들에게서 찾거나 실제 삶에서 비참하기 짝이 없는 모습을 작품에 그대로 담는 작가들을 설명하기 위해 자주 비난조로 사용되었다. 자연주의자 작가들의 다수가 낭만주의의 과잉에 근본적으로 반대하는 입장을 취했다. 그들은 과학적이며 백과사전을 통째로 머릿속에 넣은 듯 정밀함을 자신들의 소설에 도입하려고 애썼다. 예를 들어, 에밀 졸라는 그의 소설 《제르미날》(Germinal)을 쓰려고 여러 석탄 광산을 몇 달에 걸쳐 방문했고, 플로베르는 당대에 역사적인 세부 사항을 파악하기 위해 철저히 조사하는 것으로 유명했다. 그 시대에 텐(Hippolyte Adolphe Taine)이 이러한 자연주의 사상의 상당 부분을 제공하였다. 그는 모든 인간 존재가 그/그녀가 사는 시대의 환경과 유전의 힘에 따라서 결정된다고 믿었다. 프랑스에서 일어난 자연주의 운동은 노르웨이와 스웨덴 그리고 러시아 작가들에게 충격적인 영향을 주었다.

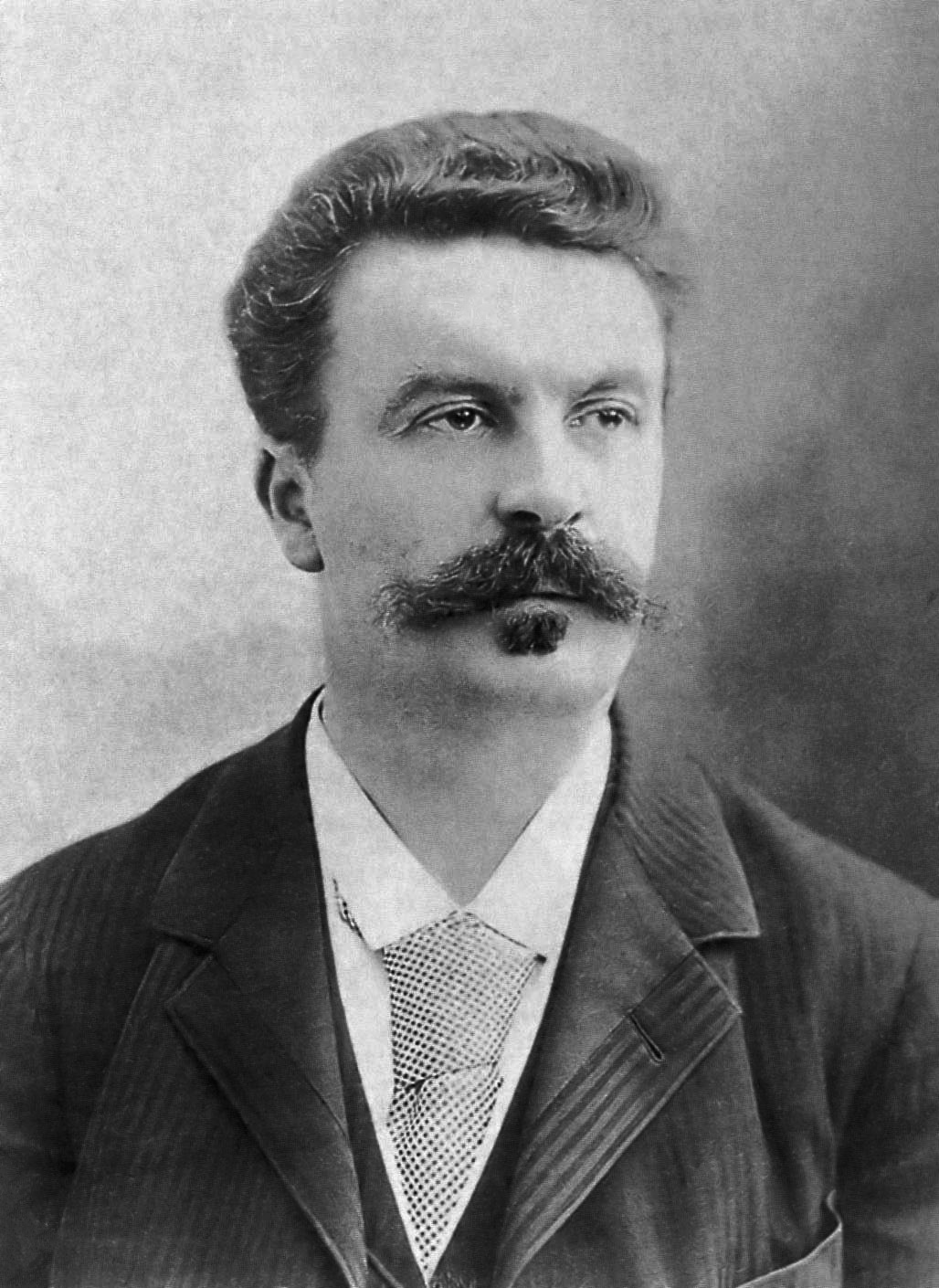
기 드 모파상

기 드 모파상이 그의 스승이자 정신적인 멘토인 플로베르의 사실주의를 명확하게 본받으려 했음에도, 그의 단편소설은 대개 ‘자연주의자’라는 꼬리표를 달고 있었다. 모파상은 18세기 후반에서 19세기 초에 걸쳐 유행한 괴기·공포 소설(gothic novel)에서 유래한 요소들을, 《오를라》(Le Horla) 같은 작품에 사용하였다. 작품에서 나타나는 현대 세계의 어두운 모습을 묘사하는 데 따르는 긴장, 객관적인 풍자(irony)와 낭만적인 이미지의 사용, 그리고 주제들은, 상징주의자들에게 영향을 미쳤고, 20세기까지 지속되었다.
자연주의는 에밀 졸라의 소설들과 가장 연관성이 높다. 특히 그의 《루공 마카르 총서》에 실린 소설들이 그러하다. 《제르미날》, 《목로주점》, 《나나》, 《파리의 배》, 《인간 야수》, 《걸작》에서, 그는 가족이 분가한 후 일어나는 사회적인 성공 또는 실패를 물리적이고 사회적이며 유전적인 원칙에 근거하여 설명하고 있다. 자연주의로 분류되는, 다른 작가로는 알퐁스 도데, 쥘 발레스(Jules Vallès), 조리스카를 위스망스(Joris-Karl Huysmans)(후에 데카당파의 문인으로 자연주의에 반대하였다), 에드몽 드 공쿠르와 그의 형제인 쥘 드 공쿠르, (상당히 다른 맥락에서) 폴 부르제(Paul Bourget)가 있다.

### 독일

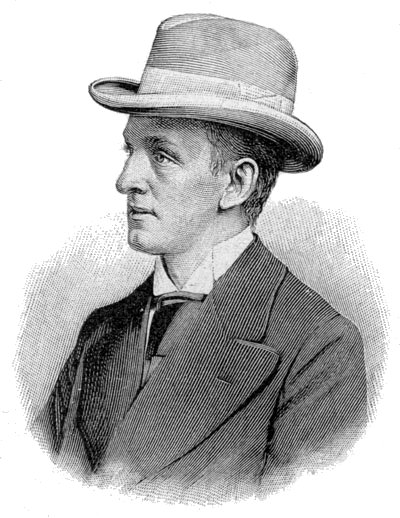
게르하르트 하웁트만

1912년 노벨 문학상을 수상한 작가 게르하르트 하웁트만이 희곡 분야에서 자연주의 사상에 따른 작품을 썼다.
그의 출세작이자 독일 자연주의 연극의 시작을 알린 작품은 《해뜨기 전》(1889년)으로, 이 작품은 자연주의의 원칙을 따라 유전과 환경이 극 중 인물의 운명을 결정하고 있다. 예를 들어 이 연극에서 벼락부자가 된 주인공 크라우제의 둘째 딸인 헬레네는, 자신이 사랑하던 사회학자 로트에게 버림을 받고 자살로 생을 마감한다. 로트가 헬레네를 버린 이유는 그녀의 집안이 알코올 중독자 집안이기 때문이었다.

### 이탈리아
루이기 카푸아나는 이탈리아 작가이고 언론인이며 진실주의 또는 자연주의 운동의 가장 중요한 구성원 중 한 명이다. 그는 지오반니 베르가와 동시대 인물로, 둘 다 카타니아 지방에서 같은 해에 태어났다. 그는 또한 프랑스 작가이자 자연주의 운동의 창시자인 에밀 졸라의 작품에 영향을 받은 최초의 작가 중 한 명이다. 카푸아나는 또한 시를 시실리아어로 썼다.

### 미국

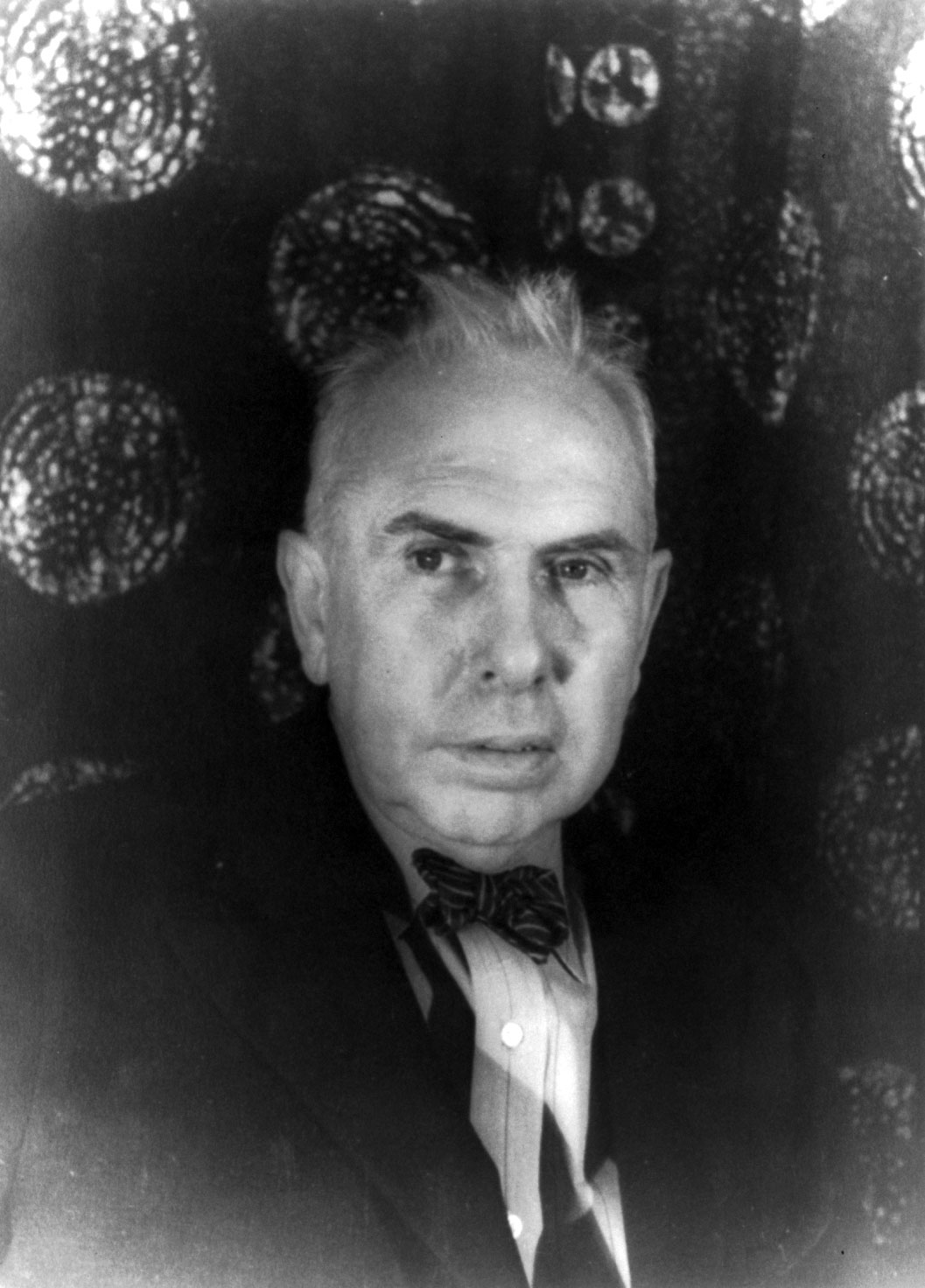
시어도어 드라이저

미국에서는, 문학의 장르가 대개 연합되어 나타나는데, 예를 들어 에이브러햄 케이헨(Abraham Cahan), 엘렌 글래스고(Ellen Glasgow), 데이비드 그레이엄 필립스(David Graham Phillips), 잭 런던(Jack London) 같은 작가를 들 수 있다. 이러한 분야에서 크게 두드러진 작가는 스티븐 크레인(Stephen Crane), 프랭크 노리스(Frank Norris) 그리고 시어도어 드라이저(Theodore Dreiser)이다. 자연주의의 시대가 주로 사실주의와 짝을 이루어 진행되었고, 1870년대와 1880년대에, 특히 사실주의의 양식이 정립되었을 무렵에 그러했다. 이때 윌리엄 딘 하우얼스(William Dean Howells)와 헨리 제임스(Henry James)가 같은 무리에 소속되었다.
미국 문학에서의 자연주의와, 19세기 말엽에 프랑스에서 꽃을 피운, 자연주의로 알려진 장르 사이에 관계를 명확히 하는 것은 중요하다. 에밀 졸라로 예시되는 프랑스의 자연주의는, 계획적이고 잘 정의되어 있으며, 자아-의식적으로 자유의지 개념을 거부하는, 일관성 있는 소설(fiction) 이론으로 간주될 수 있다. 이 이론은 그 자체가 오직 사실을 기록하기 위한 목적에만 충실한 것이며, 졸라가 했던 것처럼 “신경과 피”에 따라 결정되는 인간이 하는 행동을, “과학적으로” 설명하려는 것이다.
특별히 노리스와 런던을 포함한 많은 미국 자연주의자가 졸라에게 깊은 영향을 받았다. 다만 그들이 자연과학의 관점에서 인간 행동을 설명하려 했을 때, 그들에게는 회의적이기는 하나 최소한 인간의 자유의지를 믿는 믿음이 있었다. 그러나 미국인들은 일관성 있는 문학 운동을 조직하지 않았으며, 우발적으로 나타난 그들의 비판적이고 이론적인 성찰이, 철학 체계로서의 일관성을 보여주지 못했다. 졸라가 개별 양식을 뛰어넘어 당대에 벌어진 논쟁에 시금석 역할을 했어도, 가장 큰 영향을 준 것으로 여겨지는 작가는 발자크인 것처럼, 아마도 미국 작가인 드라이저가 자연주의 작가 중에서 가장 중요한 인물일 것이다. 그러므로 미국 문학에서 자연주의가 최고로 이해된 것은 역사적으로 그 이론이 도입된 초창기이다. 철학과 장르의 용어로서, 미국 자연주의가 정의되려면 훨씬 느슨하게 개념을 설정해야만 한다. 그것은 1870년대와 1880년대에 걸쳐 나타났고, 그 영역이 주제 면에서 성(sexuality)과 폭력, 중산층 또는 “지방의 향토적인” 것에 제한되었던, 사실주의 소설에 대한 견해와 다르지 않다. 이 견해에서 가장 핵심적인 요소를 요약하면, 다음과 같다.
미국에서 자연주의 소설은, 성장하던 미국 도시들에서 민족적으로 두드러지는 거주자이며, 그들 대부분이 이민자로 중산층 밑의 빈곤 계층에 속했던, 비(非)앵글로색슨 계열 사람들에 자주 집중했다. 자연주의자들이 산업화 과정에 있던 미국 도시에 처음으로 관심을 둔 것은 아니지만, 그들이 1880년대와 1870년대에 세련된 사실주의적인 도구들을 현실을 재현하는 데에 적당하지 않은 것으로 생각했다는 점은 의미심장하다. 예를 들어, 에이브러햄 케이헨은 그가 속했던 뉴욕 동부의 유대인 공동체를 작품의 배경으로 다루면서 동시에 재현하려고 했다. 시어도어 드라이저의 소설에서, 큰 아들과 유럽 중앙에서 온 두 번째 이민자 세대로 예시되는 것은 많은 독일과 아일랜드계 이민자 가정의 모습이었다. 프랭크 노리스와 스티븐 크레인은 많은 경우에 환원적이고 공격적인 사회의 고정관념을 매개로 작품을 썼지만, 그들 스스로는 중산층 영어 사용자 집안에 대도시에서 여러 민족 출신들로 이루어진 집안 출신이었다. 다른 방향에서 보면, 자연주의의 주류로부터 좀 더 멀리 떨어진, 엘렌 글래스고의 사실주의는, 데이비드 그레이엄 필립스가 “문제 소설들(problem novels)”이란 연작에서 시도한 남부의 신화화에, 분명하게 반대했다. 그러나 그의 전형적인 매음 소설인 1917년작 “수잔 레녹스: 그녀의 몰락과 부흥(Susan Lenox: Her Fall and Rise)”은, 하류층을 대상으로 그들이 지닌 미덕(virtue)을 자연주의적으로 묘사하였다.
이 내용을 요약하면, 미국의 자연주의 작가들은 중산층의 삶을 묘사한 사실주의 소설이 보여주는 부르주아의 개인주의 개념에, 회의적이거나 철저히 반대했다. 대부분의 자연주의자들은 인간의 행동이 동물적이거나 비합리적인 동기와 관계가 있다는 점을 설명했고, 때로 성(sexuality)과 폭력의 관계를 명확하게 했다. 이 대목에서 그들은 자신들과 한 쌍을 이루는, 프랑스 자연주의자들과 두드러지게 다르다.

### 한국
한국의 자연주의 문학은 이광수 등의 작품이 정치적·사회적 의식이 앞서 그에 의하여 인생과 현실이 편시(偏視)된 데 대해 김동인·전영택 등 젊은 세대의 반발에서 시작된다. 인생과 현실을 있는 그대로 그리려고 한 이들은 《창조》지를 무대로 하여, 김동인은 〈약한 자의 슬픔〉을, 전영택은 〈천재·천치〉를 각각 써서 자연주의 문학운동을 시도했던 것이다. 이렇게 하여 나타난 자연주의가 무르익은 것은 1924년경이었는데, 주로 《개벽》, 《조선문단》 등 순수문예지를 무대로 하여 염상섭·김동인·현진건 등이 대표적 작가로 활약하였다. 그 중에서도 특히 염상섭의 〈표본실의 청개구리〉는 3·1운동 실패 후의 절망적인 민족적 현실을 엄격하게 관찰하고 해부하려 한 작품으로 자연주의 문학의 대표작이다.

### 일본
일본에서는 1907년 전후의 수년간에 그 영향이 가장 강하게 나타나서 자연주의 시대라고 불리는 한 시기를 이룩했다. 일본문학에 그러한 영향이 나타나기 시작한 것은 1900년경을 출발점으로 하는 졸라이즘의 유행이었다. 인간을 유전과 환경에서 다루려는 방법으로서 나가이 가후(永井荷風), 다야마 가타이(田山花袋), 오구리 후요(小栗風葉, 1875-1926) 등이 이 경향을 보였다. 구니키다 돗보(國木田獨步, 1871-1908)의 〈돗보슈(獨步集)〉(1905)가 종래의 소설 관념을 탈피한 소설로 인정되고 시마자키 도손(島崎藤村)의 〈하카이(破戒)〉가 발표됨으로써 자연주의 운동에 한 시기를 그었고 다야마 가타이의 〈후톤(蒲團)〉에 의해서 자연주의 문학은 확립되었다. 그러나 자연주의 시대는 의외로 짧아서 1910년을 지나자 쇠퇴기로 접어들었다.

## 같이 보기
- 자연주의 (철학)